# Chaconne
Chaconne – forma muzyczna oparta na hiszpańskim tańcu w metrum 3/4. Chaconne oznacza również sam taniec. 
Zawiera szereg wariacji, lecz żadna z nich nie jest dłuższa niż 8 taktów. Jako taniec jest swawolny i rozwiązły. 